# Малі Торхани
Малі Торха́ни (рос. Малые Торханы, чув. Кĕçĕн Турхан) — присілок у складі Чебоксарського району Чувашії, Росія. Входить до складу Яниського сільського поселення.
Населення — 186 осіб (2010; 155 у 2002).
Національний склад:
- чуваші — 99 %